# Mistrzostwa Azji w Rugby 7 Kobiet 2003
Mistrzostwa Azji w Rugby 7 Kobiet 2003 – czwarte mistrzostwa Azji w rugby 7 kobiet, oficjalne międzynarodowe zawody rugby 7 o randze mistrzostw kontynentu organizowane przez ARFU mające na celu wyłonienie najlepszej żeńskiej reprezentacji narodowej w tej dyscyplinie sportu w Azji, które odbyły się w dniach 27–28 marca 2003 roku na Hong Kong Stadium.

## Informacje ogólne
Zawody odbyły się w ramach turnieju Hong Kong Women's Sevens rozgrywanego razem z Hong Kong Sevens 2003.
Do turnieju zgłosiła się rekordowa liczba dziesięciu reprezentacji, stawkę azjatyckich zespołów po wycofaniu się Japonii uzupełniła drużyna rezerw Hongkongu. W pierwszym dniu walczyły one systemem kołowym w dwóch pięciozespołowych grupach, których zwycięzcy awansowali do finału zawodów. Zespoły z miejsc 3–5 rywalizowały następnie ponownie systemem kołowym w ramach dwóch trzyzespołowych grup o rozstawienie przed meczami o poszczególne miejsca.
Zgodnie z przedturniejowymi zapowiedziami w swoich grupach łatwo zwyciężyły Kazachstan i Hongkong awansując do finału, którego skład był powtórką z wcześniejszych trzech edycji. Również i tym razem lepszy okazał się złożony z zawodniczek związanych z armią zespół z Kazachstanu.

## Uczestnicy
- Grupa A
  -  Kazachstan
  -  Japonia Hong Kong B
  -  Singapur
  -  Kirgistan
  -  Tajlandia
- Grupa B
  -  Hongkong
  -  Chiny
  - Zatoka Perska
  -  Sri Lanka
  -  Uzbekistan

## Faza grupowa

### Grupa A
| 27 marca 200309:00 | Kirgistan | 10:17 | Singapur | Hong Kong Stadium, Hongkong |
| 27 marca 200309:00 |           | 10:17 |          | Hong Kong Stadium, Hongkong |

| 27 marca 200309:40 | Hong Kong B | 5:12 | Tajlandia | Hong Kong Stadium, Hongkong |
| 27 marca 200309:40 |             | 5:12 |           | Hong Kong Stadium, Hongkong |

| 27 marca 200310:20 | Kazachstan | 38:0 | Singapur | Hong Kong Stadium, Hongkong |
| 27 marca 200310:20 |            | 38:0 |          | Hong Kong Stadium, Hongkong |

| 27 marca 200311:20 | Kirgistan | 7:26 | Tajlandia | Hong Kong Stadium, Hongkong |
| 27 marca 200311:20 |           | 7:26 |           | Hong Kong Stadium, Hongkong |

| 27 marca 200312:00 | Hong Kong B | 0:22 | Singapur | Hong Kong Stadium, Hongkong |
| 27 marca 200312:00 |             | 0:22 |          | Hong Kong Stadium, Hongkong |

| 27 marca 200312:40 | Kazachstan | 56:0 | Kirgistan | Hong Kong Stadium, Hongkong |
| 27 marca 200312:40 |            | 56:0 |           | Hong Kong Stadium, Hongkong |

| 27 marca 200313:20 | Singapur | 17:22 | Tajlandia | Hong Kong Stadium, Hongkong |
| 27 marca 200313:20 |          | 17:22 |           | Hong Kong Stadium, Hongkong |

| 27 marca 200314:00 | Hong Kong B | 0:53 | Kazachstan | Hong Kong Stadium, Hongkong |
| 27 marca 200314:00 |             | 0:53 |            | Hong Kong Stadium, Hongkong |

| 27 marca 200315:20 | Hong Kong B | 10:0 | Kirgistan | Hong Kong Stadium, Hongkong |
| 27 marca 200315:20 |             | 10:0 |           | Hong Kong Stadium, Hongkong |

| 27 marca 200316:40 | Kazachstan | 29:5 | Tajlandia | Hong Kong Stadium, Hongkong |
| 27 marca 200316:40 |            | 29:5 |           | Hong Kong Stadium, Hongkong |

### Grupa B
| 27 marca 200309:20 | Zatoka Perska | 28:0 | Uzbekistan | Hong Kong Stadium, Hongkong |
| 27 marca 200309:20 |               | 28:0 |            | Hong Kong Stadium, Hongkong |

| 27 marca 200310:20 | Hongkong | 34:0 | Chiny | Hong Kong Stadium, Hongkong |
| 27 marca 200310:20 |          | 34:0 |       | Hong Kong Stadium, Hongkong |

| 27 marca 200310:40 | Zatoka Perska | 51:0 | Sri Lanka | Hong Kong Stadium, Hongkong |
| 27 marca 200310:40 |               | 51:0 |           | Hong Kong Stadium, Hongkong |

| 27 marca 200311:40 | Chiny | 22:0 | Uzbekistan | Hong Kong Stadium, Hongkong |
| 27 marca 200311:40 |       | 22:0 |            | Hong Kong Stadium, Hongkong |

| 27 marca 200312:20 | Hongkong | 22:5 | Zatoka Perska | Hong Kong Stadium, Hongkong |
| 27 marca 200312:20 |          | 22:5 |               | Hong Kong Stadium, Hongkong |

| 27 marca 200313:00 | Sri Lanka | 24:0 | Uzbekistan | Hong Kong Stadium, Hongkong |
| 27 marca 200313:00 |           | 24:0 |            | Hong Kong Stadium, Hongkong |

| 27 marca 200313:40 | Chiny | 0:22 | Zatoka Perska | Hong Kong Stadium, Hongkong |
| 27 marca 200313:40 |       | 0:22 |               | Hong Kong Stadium, Hongkong |

| 27 marca 200314:20 | Hongkong | 43:0 | Sri Lanka | Hong Kong Stadium, Hongkong |
| 27 marca 200314:20 |          | 43:0 |           | Hong Kong Stadium, Hongkong |

| 27 marca 200315:40 | Hongkong | 40:5 | Uzbekistan | Hong Kong Stadium, Hongkong |
| 27 marca 200315:40 |          | 40:5 |            | Hong Kong Stadium, Hongkong |

| 27 marca 200317:00 | Chiny | 5:0 | Sri Lanka | Hong Kong Stadium, Hongkong |
| 27 marca 200317:00 |       | 5:0 |           | Hong Kong Stadium, Hongkong |

## Asian Dragon Plate

### Grupa D
| 28 marca 200309:00 | Singapur | 50:0 | Uzbekistan | Hong Kong Stadium, Hongkong |
| 28 marca 200309:00 |          | 50:0 |            | Hong Kong Stadium, Hongkong |

| 28 marca 200311:00 | Hong Kong B | 22:0 | Uzbekistan | Hong Kong Stadium, Hongkong |
| 28 marca 200311:00 |             | 22:0 |            | Hong Kong Stadium, Hongkong |

| 28 marca 200312:20 | Singapur | 24:0 | Hong Kong B | Hong Kong Stadium, Hongkong |
| 28 marca 200312:20 |          | 24:0 |             | Hong Kong Stadium, Hongkong |

### Grupa E
| 28 marca 200309:20 | Chiny | 0:15 | Kirgistan | Hong Kong Stadium, Hongkong |
| 28 marca 200309:20 |       | 0:15 |           | Hong Kong Stadium, Hongkong |

| 28 marca 200311:20 | Sri Lanka | 5:27 | Kirgistan | Hong Kong Stadium, Hongkong |
| 28 marca 200311:20 |           | 5:27 |           | Hong Kong Stadium, Hongkong |

| 28 marca 200312:40 | Chiny | 10:5 | Sri Lanka | Hong Kong Stadium, Hongkong |
| 28 marca 200312:40 |       | 10:5 |           | Hong Kong Stadium, Hongkong |

## Faza pucharowa

### Mecz o 9. miejsce
| 28 marca 200314:00 | Uzbekistan | 0:28 | Sri Lanka | Hong Kong Stadium, Hongkong |
| 28 marca 200314:00 |            | 0:28 |           | Hong Kong Stadium, Hongkong |

### Mecz o 7. miejsce
| 28 marca 200314:20 | Hong Kong B | 17:5 | Chiny | Hong Kong Stadium, Hongkong |
| 28 marca 200314:20 |             | 17:5 |       | Hong Kong Stadium, Hongkong |

### Mecz o 5. miejsce
| 28 marca 200314:40 | Singapur | 12:10 | Kirgistan | Hong Kong Stadium, Hongkong |
| 28 marca 200314:40 |          | 12:10 |           | Hong Kong Stadium, Hongkong |

### Finał
| 28 marca 200313:40 | Kazachstan | 35:0 | Hongkong | Hong Kong Stadium, Hongkong |
| 28 marca 200313:40 |            | 35:0 |          | Hong Kong Stadium, Hongkong |

## Klasyfikacja końcowa
| Miejsce | Reprezentacja |
| ------- | ------------- |
| 1       | Kazachstan    |
| 2       | Hongkong      |
| 3       | Zatoka Perska |
| =       | Tajlandia     |
| 5       | Singapur      |
| 6       | Kirgistan     |
| 7       | Sri Lanka     |
| 8       | Uzbekistan    |
| 9       | Hong Kong B   |
| 10      | Chiny         |